# Ken Keeler
Ken Keeler (* 2. prosince 1961) je americký televizní producent a scenárista. Je autorem scénářů k mnoha televizním seriálům, zejména k Simpsonovým a Futuramě. Podle rozhovoru s Davidem X. Cohenem dokázal matematickou větu, která se objevuje v dílu Futuramy Tělo mého přítele.

## Vzdělání a počátky kariéry
Keeler studoval aplikovanou matematiku na Harvardově univerzitě, kterou absolvoval s vyznamenáním v roce 1983. Poté získal magisterský titul na Stanfordu v oboru elektrotechniky a vrátil se na Harvard, kde v roce 1990 získal doktorát z aplikované matematiky. Jeho doktorská práce měla název „Mapové reprezentace a optimální kódování pro segmentaci obrazu“.
Po získání doktorátu nastoupil Keeler do oddělení analýzy výkonu v laboratořích AT&T Bell.

## Kariéra
Brzy opustil Bellovy laboratoře a začal psát pro Davida Lettermana a následně pro různé sitcomy, včetně několika dílů seriálů Křídla, Simpsonovi, Futurama a Kritik, a také pro krátký pořad The PJs společnosti Fox.
Keeler se významně podílel na vzniku seriálu Futurama a v prvních třech letech působil jako spoluvedoucí producent a ve čtvrtém roce jako vedoucí producent. Patřil k nejplodnějším scenáristům seriálu, na svém kontě má 14 epizod. Keeler během svého působení v seriálech Simpsonovi a Futurama napsal mnoho původních písní. Je také autorem scénářů k filmům Futurama: Benderovo parádní terno a Futurama: Fialový trpaslík.

## Osobní život
Keeler je fanouškem Harryho Stephena Keelera (nicméně nejde o jeho příbuzného) a vyhrál pátý a dvanáctý ročník soutěže Imitate Keeler. Jeho epizoda Futuramy Tak skáče čas byla částečně inspirována příběhem Strange Romance Harryho Stephena Keelera z románu Y. Cheung, Business Detective.

## Scenáristická filmografie

### DílySimpsonových
6. řada
- Zrodila se hvězda

7. řada
- Dva zlí sousedé

8. řada
- Speciální čarodějnický díl (Věc a já)
- Homerova mystická cesta
- Bratr z jiného seriálu
- Simpsonovi

9. řada
- Ředitel Skinner a seržant Skinner

### Díly a filmyFuturamy
1. řada
- Na Měsíc a dál
- Den závislosti

2. řada
- To menší zlo
- Krajně mezní příběhy

3. řada
- Kvílení autodlaků
- Tak skáče čas

4. řada
- Božský Bender

5. řada
- Smlouva s Roboďáblem

1. film
- Futurama: Benderovo parádní terno

2. film
- Futurama: Fialový trpaslík

6. řada
- Tělo mého přítele

6. řada
- Léčba Zoidbergem
- Rychlé čipy

7. řada
- V boji proti stroji
- Píseň železničáře
- Mezitím

### DílyKritika
1. řada
- A Day at the Races and a Night at the Opera

2. řada
- Dukerella

### DílyKřídel
8. řada
- Fay There, Georgy Girl